# El Embarcadero (San Diego)

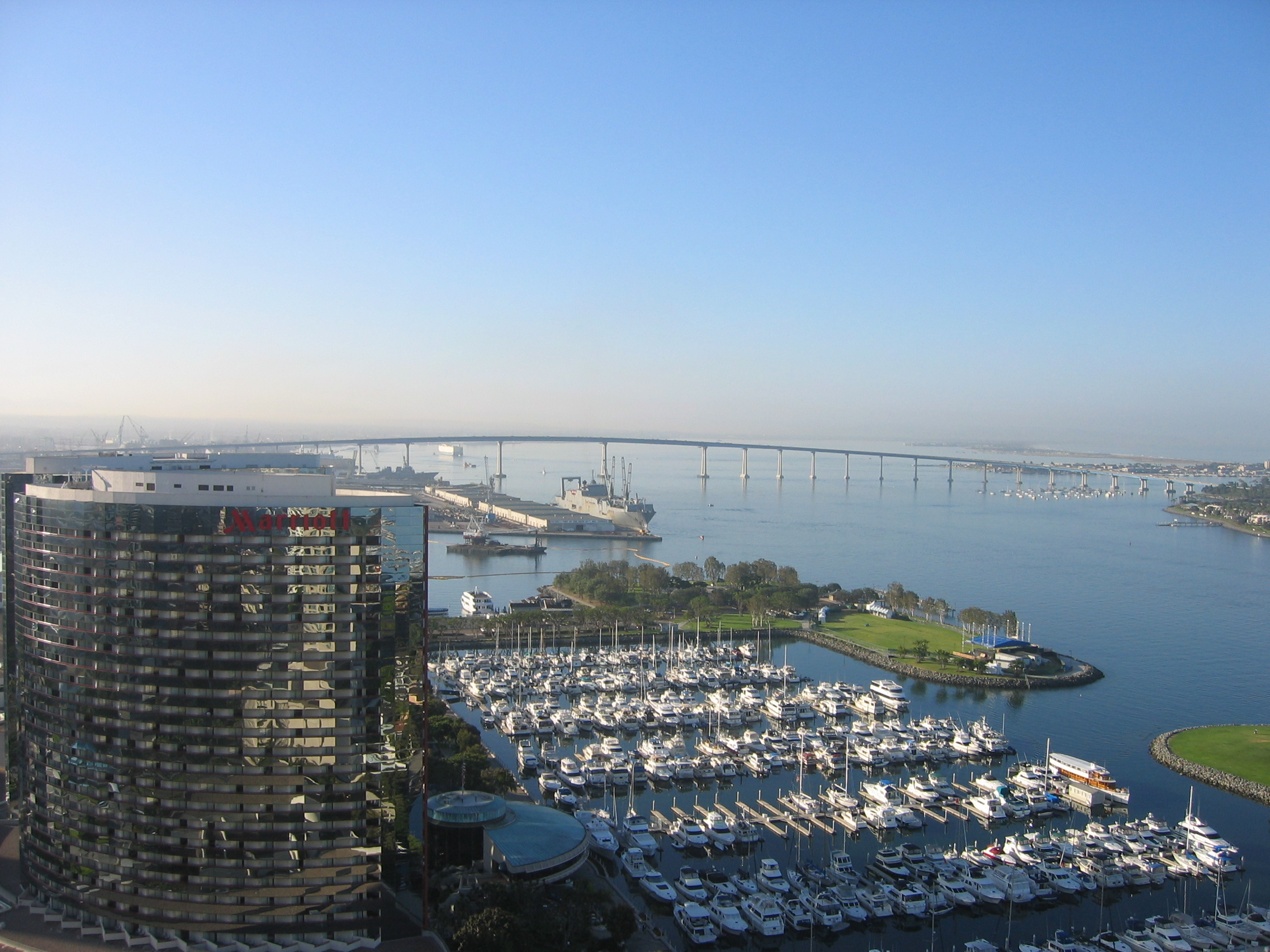
Vista de El Embarcadero desde el Hotel Marriott

El Embarcadero (The Embarcadero en inglés) se sitúa en San Diego, California, y se extiende a lo largo del puerto, en la parte oriental de la Bahía de San Diego. En El Embarcadero se ubican la terminal de cruceros de San Diego, varios barcos históricos pertenecientes al Museo Marítimo de San Diego (como el USS Midway, en el Muelle de la Marina, en la Calle B del muelle, o el Star of India), así como numerosos restaurantes y tiendas, desde el Embarcadero Norte hasta Seaport Village.
El Embarcadero se ubica en una propiedad administrada por el Puerto de San Diego y está siendo remodelado por Joint Powers Authority (JPA). La JPA está compuesta por la Ciudad de San Diego, Center City Development Corporation (CCDC), y el Puerto de San Diego. El proyecto se llama Plan visionario del Embarcadero Norte, un mega proyecto en la costanera del centro de San Diego. Este proyecto agregará miles de árboles e satisfará la necesidad de espacio abierto público, manteniendo la tradición marítima de la costanera.
Además del Plan visionario del Embarcadero Norte, el puerto está mejorando sus dos muelles de cruceros a lo largo del Embarcadero, continuando y posiblemente aumentando el ya número de cruceros que llegan a la Bahía de San Diego.